# Andréia Laurence
Andréia Sforzin Laurence est une joueuse brésilienne de volley-ball née le 26 avril 1983 à São Paulo. Elle mesure 1,86 m et joue au poste de réceptionneuse-attaquante. Elle totalise 11 sélections en équipe du Brésil.

## Clubs
| Club                       | De        | À         |
| -------------------------- | --------- | --------- |
| EC Pinheiros               | 1997-1998 | 1998-1999 |
| São Caetano                | 1999-2000 | 2003-2004 |
| EC Pinheiros               | 2004-2005 | 2005-2006 |
| GS Caltex                  | 2006-2007 | 2006-2007 |
| Osasco Voleibol Clube      | 2007-2008 | 2007-2008 |
| São Caetano                | 2008-2009 | 2008-2009 |
| Osasco Voleibol Clube      | 2009-2010 | 2009-2010 |
| EC Pinheiros               | 2011-2012 | 2013-2014 |
| Rio de Janeiro Volêi Clube | 2014-2015 | 2014-2015 |
| Sesi-SP                    | 2015-2016 | 2015-2016 |
| Brasília Vôlei             | 2016-2017 | 2016-2017 |
| Praia Clube                | 2017-2018 | …         |

## Palmarès

### Équipe nationale
- Championnat du monde des moins de 18 ans
  - Finaliste : 1999.
- Championnat d'Amérique du Sud  des moins de 20 ans
  - Vainqueur : 2000.
- Championnat du monde des moins de 20 ans
  - Vainqueur : 2001.

### Clubs
- Championnat du Brésil
  - Vainqueur : 2010, 2015, 2018.
  - Finaliste : 2008.
- Coupe du Brésil
  - Finaliste  : 2007, 2008, 2018.
- Championnat sud-américain des clubs
  - Vainqueur : 2009, 2015.